# Toshiko Iizuka
Toshiko Iizuka (飯塚敏子, Iizuka Toshiko), née le 8 juin 1914 à Tokyo et morte le 14 décembre 1991 est une actrice japonaise.

## Biographie
Toshiko Iizuka a tourné dans une centaine de films entre 1931 et 1949.

## Filmographie

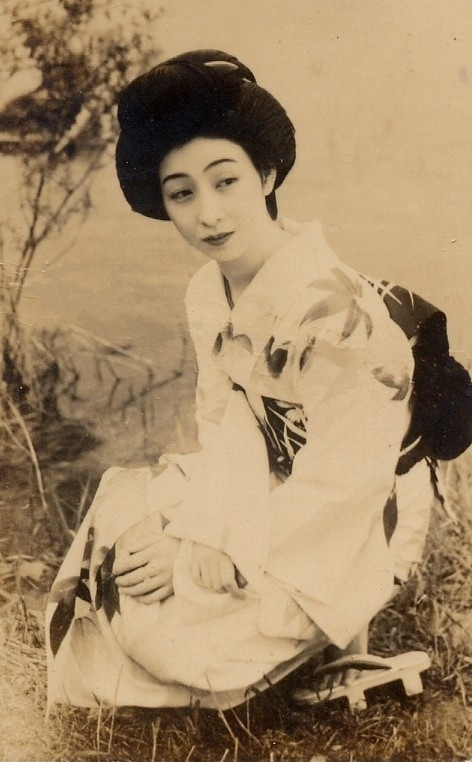
Toshiko Iizuka dans les années 1930.

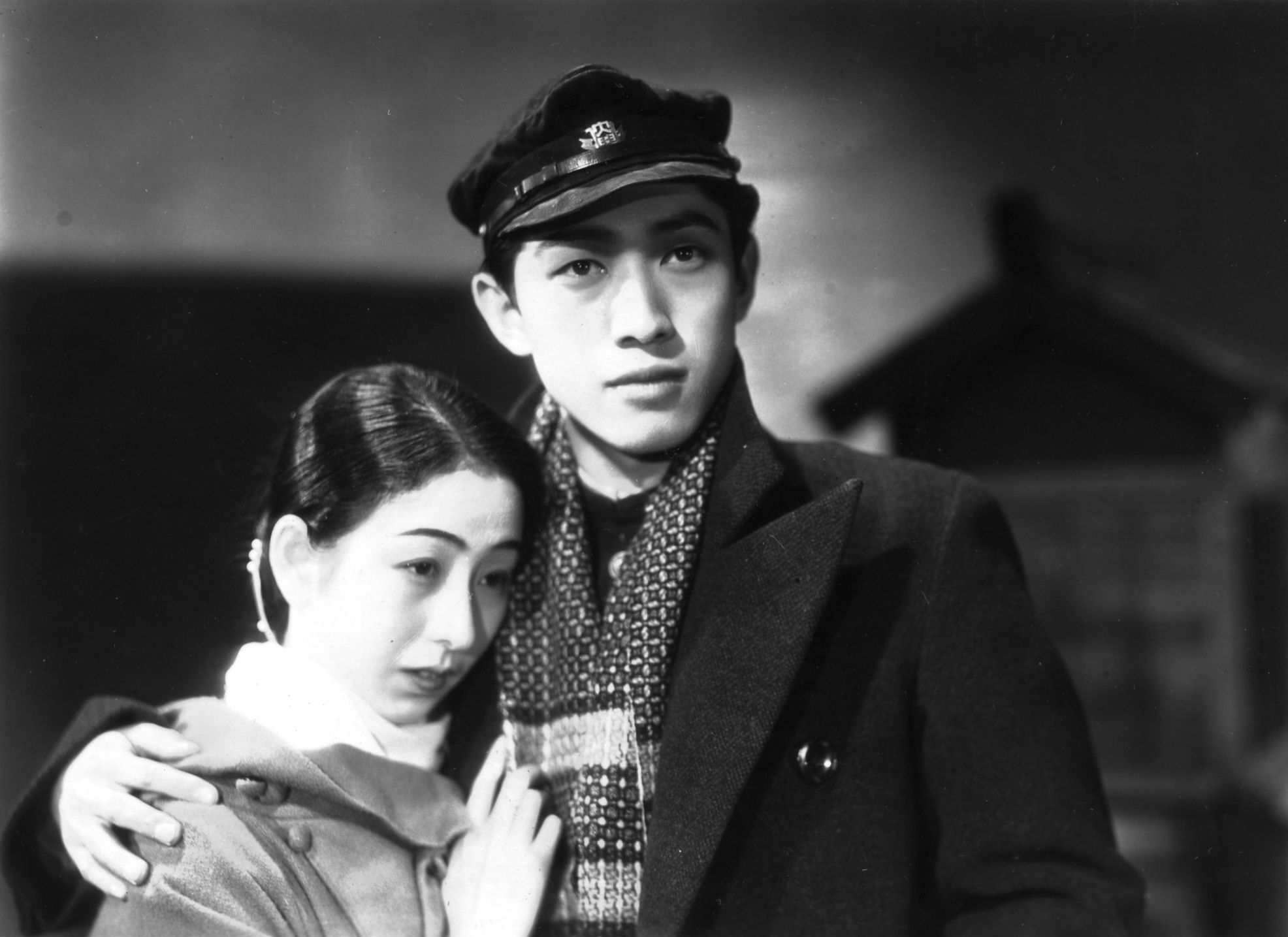
Toshiko Iizuka et Shin Tokudaiji dans La Femme de la brume (1936).

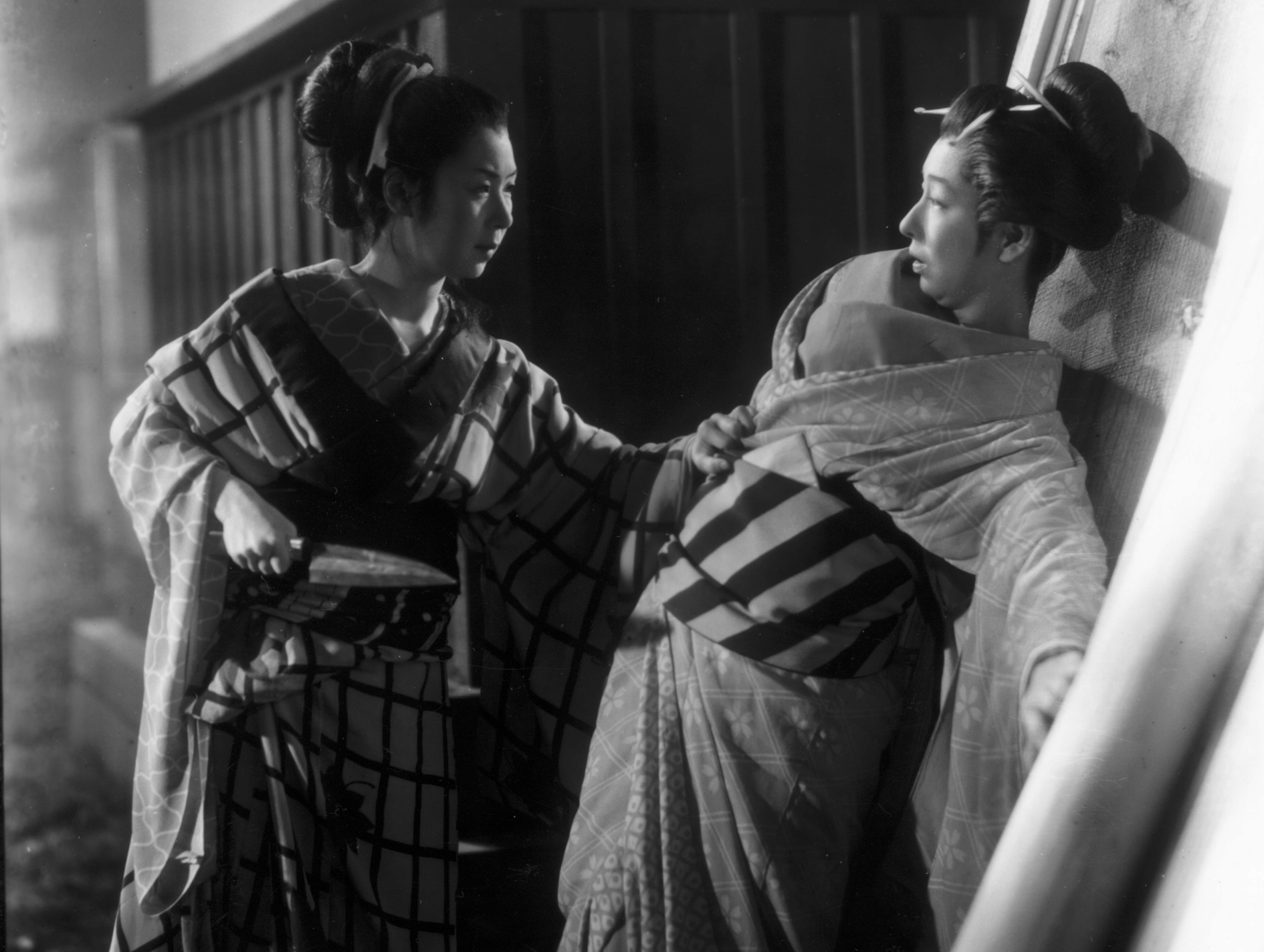
Kinuyo Tanaka et Toshiko Iizuka dans Cinq Femmes autour d'Utamaro (1946).

Sauf indication contraire, la filmographie de Kintarō Inoue est établie à partir de la base de données JMDb.
- 1931 : La Dame et le Barbu (淑女と髯, Shukujo to hige?) de Yasujirō Ozu : Ikuko
- 1931 : Kono ana o miyo (この穴を見よ?) de Torajirō Saitō
- 1931 : Mayonaka shōbai (真夜中商売?) de Kisei Ogawa (ja)
- 1931 : Les Malheurs de la beauté (美人と哀愁, Bijin to aishu?) de Yasujirō Ozu
- 1931 : (首よけ地蔵?) de Kazuo Ishikawa
- 1931 : Kagoya dainagon (かごや大納言?) de Buntarō Futagawa
- 1931 : Katana no naka no chichi (刀の中の父?) de Gorō Hirose
- 1931 : Jonan no yōemon (女難の与右衛門?) de Minoru Inuzuka
- 1931 : Nagebushi Yanosuke: Michinoku no maki (投げ節弥之助 みちのくの巻?) de Buntarō Futagawa
- 1931 : Nagebushi Yanosuke: Edo no maki (投げ節弥之助 江戸の巻?) de Buntarō Futagawa
- 1931 : Okichi, la maîtresse de l'étranger (唐人お吉, Tōjin Okichi?) de Teinosuke Kinugasa
- 1932 : Yajikitâ bijin sodoki (弥次喜多・美人騒動?) de Buntarō Futagawa
- 1932 : Yonaoshi dai myōjin (世直し大明神?) de Kintarō Inoue
- 1932 : Kantō Tsunagorō (関東綱五郎?) de Tetsuroku Hoshi
- 1932 : Nezumi kozō Jirokichi (鼠小僧次郎吉?) de Teinosuke Kinugasa
- 1932 : Ao zukin (青頭巾?) de Kintarō Inoue
- 1932 : Nawanuke Jihei: Shiranami saifu (縄抜け治兵衛 白浪財布?) de Buntarō Futagawa
- 1932 : L'Avancée de l'armée (陸軍大行進, Rikugun daikōshin?) de Hiroshi Shimizu, Yasushi Sasaki, Kazuo Ishikawa, Minoru Matsui, Kintarō Inoue et Tetsuji Watanabe
- 1932 : Edo gonomi: Ryōgoku sōshi (江戸ごのみ 両国双紙?) de Kintarō Inoue
- 1932 : Kurama Tengu: Taifū no maki (鞍馬天狗 颱風の巻?) de Buntarō Futagawa
- 1932 : Oranda hayashi (和蘭陀囃子?) de Tetsuroku Hoshi
- 1932 : Onibi: Zenpen (鬼火 前篇?) de Gorō Hirose (ja)
- 1932 : Togitatsu (研辰?) de Kōsaku Akiyama
- 1932 : Onibi: Kōhen (鬼火 後篇?) de Gorō Hirose (ja)
- 1932 : Kamiyui shinza (髪結新三?) de Buntarō Futagawa
- 1932 : Kōshū irezumi (甲州入墨?) de Kōsaku Akiyama
- 1932 : Dotō no kishi (怒濤の騎士?) de Kintarō Inoue
- 1932 : Kaidan: Yūnagi sōshi (怪談 ゆうなぎ草紙?) de Minoru Inuzuka
- 1932 : Ren'ai yakuza odori (恋愛やくざ踊り?) d'Eisaku Yoshino
- 1932 : Nezumi kozō Jirokichi: Kaiketsu hen (鼠小僧次郎吉 解決篇?) de Kōsaku Akiyama
- 1932 : Ninkyō yakuza dō (仁侠やくざ道?) de Gorō Hirose (ja)
- 1932 : Kikugorō goshi zenpen (菊五郎格子 前篇?) de Minoru Inuzuka
- 1932 : Les 47 Rōnin I (忠臣蔵 前篇 赤穂京の巻, Chūshingura: Akō Kyō no maki?) de Teinosuke Kinugasa
- 1932 : Les 47 Rōnin II (忠臣蔵 後篇 江戸の巻, Chūshingura: Edo no maki?) de Teinosuke Kinugasa
- 1932 : Tadaharu to Miyotarō (忠治と三代太郎?) de Kōsaku Akiyama
- 1932 : Dansei seifuku (男性征服?) de Keisuke Sasaki
- 1932 : Adauchi kyōdai kagami (仇討兄弟鑑?) de Buntarō Futagawa
- 1933 : Edo kari haru uta (江戸借春譜?) de Kintarō Inoue
- 1933 : Onajime: Isshin Tasuke (お馴染 一心太助?) de Kōsaku Akiyama
- 1933 : Kikugorō kōshi: Kōhen (菊五郎格子 後篇?) de Taizō Fuyushima (ja)
- 1933 : Kōsetsu: Nure tsubame (巷説 濡れつばめ?) de Buntarō Futagawa
- 1933 : Aniki (兄貴?) de Kōsaku Akiyama
- 1933 : Tenichibo et Iganosuke (天一坊と伊賀亮, Ten'ichibō to Iganosuke?) de Teinosuke Kinugasa
- 1933 : Kyōkaku haru amagasa (侠客春雨傘?) de Taizō Fuyushima (ja)
- 1933 : Shirasagi ōrai (白鷺往来?) de Kōsaku Akiyama
- 1933 : Hanauta jingi (鼻歌仁義?) de Kintarō Inoue
- 1933 : Horimono hangan (刺青判官?) de Taizō Fuyushima (ja)
- 1933 : Les Deux Lanternes (二つ燈籠, Futatsu dōrō?) de Teinosuke Kinugasa
- 1933 : Konomura Daikichi (此村大吉?) de Kintarō Inoue
- 1933 : Horimono hangan: Momo san kinan no maki (刺青判官 百さん危難の巻?) de Taizō Fuyushima (ja)
- 1933 : Horimono hangan: Kanketsu hen (刺青判官 完結篇?) de Taizō Fuyushima (ja)
- 1933 : Kōmori no Yasu-san (蝙蝠の安さん?) de Kōsaku Akiyama
- 1933 : Ōmura Tetsutarō (大村鉄太郎?) de Kintarō Inoue
- 1933 : Ginpei de Koina (鯉名の銀平, Koina no Ginpei?) de Teinosuke Kinugasa : Oichi
- 1933 : Oshidori kaidō (鴛鴦街道?) de Kōsaku Akiyama
- 1933 : Tenmei hatamotogasa: Zenpen kōrui no maki (天明旗本傘 前篇紅涙の巻?) de Buntarō Futagawa
- 1933 : Yajikita (弥次喜多?) de Kintarō Inoue
- 1934 : Tokijiro Kutsukate (沓掛時次郎, Kutsukate Tokijirō?) de Teinosuke Kinugasa
- 1934 : Tenmei hatamotogasa: Kōhen hareruhi no maki (天明旗本傘 後篇晴れる日の巻?) de Buntarō Futagawa
- 1934 : Une mère orientale (東洋の母, Tōyō no haha?) de Hiroshi Shimizu
- 1934 : Yashū honnō-ji (夜襲本能寺?) de Taizō Fuyushima (ja)
- 1934 : Machi no taifū (街の颱風?) de Kōsaku Akiyama
- 1934 : Gion bayashi (祇園囃子?) de Hiroshi Shimizu
- 1934 : Meoto daigaku (めおと大学?) de Kintarō Inoue
- 1934 : Shinjūka tori mushi (心中火取虫?) de Katsuhiko Kondō et Kintarō Inoue
- 1934 : Jirokichi kōshi (次郎吉格子?) de Tatsuo Ōsone
- 1934 : Kawaraban kachikachi yama (瓦版かちかち山?) de Kintarō Inoue
- 1934 : Shūfūen: Zenpen shura no maki (愁風宴 前篇 修羅の巻?) de Kōsaku Akiyama
- 1934 : Shūfūen: Kōhen seigetsu no maki (愁風宴 後篇 霽月の巻?) de Kōsaku Akiyama
- 1934 : Kyōkaku Soga (侠客曾我?) de Kintarō Inoue
- 1935 : Suzuki shinnai (鈴木新内?) de Kōsaku Akiyama
- 1935 : Funauta suzume nenbutsu (船唄雀念仏?) de Taizō Fuyushima (ja)
- 1935 : Chikemuri Kōjinyama (血煙荒神山?) de Kōsaku Akiyama
- 1935 : Rakuda no umasan (らくだの馬さん?) de Kintarō Inoue
- 1935 : Samura hi jingi (さむらひ仁義?) de Tatsuo Ōsone
- 1935 : Nureta torinawa (濡れた捕縄?) de Kōsaku Akiyama
- 1935 : Kago ya wangan (かごや判官?) de Taizō Fuyushima (ja)
- 1935 : Yūrei no oke tegami (幽霊の置手紙?) de Taizō Fuyushima (ja)
- 1935 : Eikyū no ai: Zenpen (永久の愛 前篇?) de Yoshinobu Ikeda
- 1935 : Eikyū no ai: Kōhen (永久の愛 後篇?) de Yoshinobu Ikeda
- 1935 : Ketaguri ondo: Zenpen (蹴手繰り音頭 前篇?) de Kintarō Inoue
- 1935 : Ketaguri ondo: Kōhen (蹴手繰り音頭 後篇?) de Kintarō Inoue
- 1935 : Mekumi no kenka (め組の喧嘩?) de Taizō Fuyushima (ja)
- 1936 : Femme à louer (奥様借用書, Okusama shakuyōsho?) de Heinosuke Gosho
- 1936 : Sōshū kyōkaku-den (総州侠客伝?) de Kōsaku Akiyama
- 1936 : La Femme de la brume (朧夜の女, Oboroyo no onna?) de Heinosuke Gosho : Teruko
- 1936 : Beniya kōmori (紅屋蝙蝠?) de Kyōtarō Namiki
- 1936 : Odoru meikun (踊る名君?) de Kintarō Inoue
- 1936 : Iseya koban (伊勢屋小判?) de Buntarō Futagawa
- 1936 : Le Col d'Asagiri (あさぎり峠, Asagiri tōge?) de Daisuke Itō
- 1938 : Document sur les loyalistes du clan Kuroda (黒田誠忠録, Kuroda seichuroku?) de Teinosuke Kinugasa
- 1939 : Tsukiyo karasu (月夜鴉?) de Kintarō Inoue
- 1939 : Oya koi dōchū (親恋道中?) de Gorō Hirose (ja)
- 1940 : Shin tsukiyo karasu (新月夜鴉?) de Kintarō Inoue
- 1941 : Furisode goten (振袖御殿?) de Tatsuo Ōsone
- 1942 : Koharu kyōgen (小春狂言?) de Nobuo Aoyagi
- 1944 : Trois Générations de Danjurō (団十郎三代, Danjurō sandai?) de Kenji Mizoguchi : Otame
- 1946 : Kunisada Chūji (国定忠治?) de Sadatsugu Matsuda
- 1946 : Cinq Femmes autour d'Utamaro (歌麿をめぐる五人の女, Utamaro o meguru gonin no onna?) de Kenji Mizoguchi : Takasode
- 1949 : Hida no abarenbō (飛騨の暴れん坊?) de Santarō Marune (ja)